# Canton de Longuenesse
Le canton de Longuenesse est une circonscription électorale française du département du Pas-de-Calais.

## Histoire
Un nouveau découpage territorial du Pas-de-Calais entre en vigueur à l'occasion des premières élections départementales suivant le décret du 24 février 2014. Les conseillers départementaux sont, à compter de ces élections, élus au scrutin majoritaire binominal mixte. Les électeurs de chaque canton élisent au Conseil départemental, nouvelle appellation du Conseil général, deux membres de sexe différent, qui se présentent en binôme de candidats. Les conseillers départementaux sont élus pour 6 ans au scrutin binominal majoritaire à deux tours, l'accès au second tour nécessitant 12,5 % des inscrits au 1er tour. En outre la totalité des conseillers départementaux est renouvelée. Ce nouveau mode de scrutin nécessite un redécoupage des cantons dont le nombre est divisé par deux avec arrondi à l'unité impaire supérieure si ce nombre n'est pas entier impair, assorti de conditions de seuils minimaux. Dans le Pas-de-Calais, le nombre de cantons passe ainsi de 77 à 39.
Le canton de Longuenesse est formé de communes des anciens cantons d'Arques (4 communes), de Lumbres (1 commune) et de Saint-Omer-Sud (2 communes). Il est entièrement inclus dans l'arrondissement de Saint-Omer. Le bureau centralisateur est situé à Longuenesse.

## Représentation
| Période élective | Période élective | Mandat | Mandat   | Identité           | Nuance | Nuance | Qualité                                   |
| ---------------- | ---------------- | ------ | -------- | ------------------ | ------ | ------ | ----------------------------------------- |
| 2015             | 2021             | 2015   | 2021     | Rachid Ben Amor    |        | DVD    | Directeur d'école Maire de Blendecques    |
| 2015             | 2021             | 2015   | 2021     | Laurence Delaval   |        | LREM   | conseillère municipale d'Arques           |
| 2021             | 2028             | 2021   | en cours | Delphine Duwicquet |        | PS     | Première adjointe au maire de Longuenesse |
| 2021             | 2028             | 2021   | en cours | Benoît Roussel     |        | DVG    | Maire d'Arques                            |

### Résultats détaillés

#### Élections de mars 2015
À l'issue du 1er tour des élections départementales de 2015, trois binômes sont en ballottage : Rachid Ben Amor et Laurence Delaval (Union de la Droite, 33,88 %), Jean-Paul Darques et France Provence (FN, 32,88 %) et Christian Coupez et Michèle Lamal (PS, 28,45 %). Le taux de participation est de 54,33 % (13 060 votants sur 24 039 inscrits) contre 51,81 % au niveau départemental et 50,17 % au niveau national.
Au second tour, Rachid Ben Amor et Laurence Delaval (Union de la Droite) sont élus avec 36,53 % des suffrages exprimés et un taux de participation de 54,44 % (4 611 voix pour 13 088 votants et 24 040 inscrits).
Laurence Delaval est membre du groupe La République en marche au Conseil départemental du Pas-de-Calais.

#### Élections de juin 2021
Le premier tour des élections départementales de 2021 est marqué par un très faible taux de participation (33,26 % au niveau national). Dans le canton de Longuenesse, ce taux de participation est de 36,33 % (8 657 votants sur 23 829 inscrits) contre 35,19 % au niveau départemental. À l'issue de ce premier tour, deux binômes sont en ballottage : Delphine Duwicquet et Benoît Roussel (DVG, 44,3 %) et Rachid Ben Amor et Alison Leroux (DVC, 24,65 %).
Le second tour des élections est marqué une nouvelle fois par une abstention massive équivalente au premier tour. Les taux de participation sont de 34,36 % au niveau national, 34,96 % dans le département et 36,39 % dans le canton de Longuenesse. Delphine Duwicquet et Benoît Roussel (DVG) sont élus avec 65,91 % des suffrages exprimés (5 279 voix pour 8 674 votants et 23 839 inscrits),,.

## Composition
Le canton de Longuenesse comprend sept communes entières.
| Nom                                 | Code Insee | Intercommunalité         | Superficie (km2) | Population (dernière pop. légale) | Densité (hab./km2) | Modifier                                    |
| ----------------------------------- | ---------- | ------------------------ | ---------------- | --------------------------------- | ------------------ | ------------------------------------------- |
| Longuenesse (bureau centralisateur) | 62525      | CA du Pays de Saint-Omer | 8,40             | 10 559 (2022)                     | 1 257              | modifier les données · modifier les données |
| Arques                              | 62040      | CA du Pays de Saint-Omer | 22,41            | 9 526 (2022)                      | 425                | modifier les données · modifier les données |
| Blendecques                         | 62139      | CA du Pays de Saint-Omer | 9,56             | 4 891 (2022)                      | 512                | modifier les données · modifier les données |
| Campagne-lès-Wardrecques            | 62205      | CA du Pays de Saint-Omer | 4,69             | 1 300 (2022)                      | 277                | modifier les données · modifier les données |
| Hallines                            | 62403      | CA du Pays de Saint-Omer | 5,72             | 1 202 (2022)                      | 210                | modifier les données · modifier les données |
| Helfaut                             | 62423      | CA du Pays de Saint-Omer | 8,92             | 1 728 (2022)                      | 194                | modifier les données · modifier les données |
| Wizernes                            | 62902      | CA du Pays de Saint-Omer | 6,16             | 3 339 (2022)                      | 542                | modifier les données · modifier les données |
| Canton de Longuenesse               | 6232       |                          | 65,86            | 32 545 (2022)                     | 494                | modifier les données                        |

## Démographie
En 2022, le canton comptait 32 545 habitants, en évolution de −2,32 % par rapport à 2016 (Pas-de-Calais : −0,72 %, France hors Mayotte : +2,11 %).
| 2013   | 2018   | 2022   |
| ------ | ------ | ------ |
| 33 674 | 32 808 | 32 545 |